# 地方創生推進事務局
地方創生推進事務局（ちほうそうせいすいしんじむきょく）は、地方創生に関する法律・予算・制度の運用を掌る内閣府の特別の機関。

## 組織
- 事務局長
- 事務局次長
- 参事官
- 審議官
- 企画官

2023年（令和5年）7月現在

## 歴代事務局長
| 代数 | 氏名     | 就任年月日    | 前職                           | 退任後                                 |
| ---- | -------- | ------------- | ------------------------------ | -------------------------------------- |
| 1    | 佐々木基 | 2016年4月1日  | 国土交通審議官                 | 退官（損保ジャパン日本興亜顧問に就任） |
| 2    | 河村正人 | 2017年7月11日 | 内閣官房内閣審議官             | 退官（東急不動産顧問に就任）           |
| 3    | 田村計   | 2018年7月31日 | 国土交通省土地・建設産業局長   | 退官（三井住友海上火災保険顧問に就任） |
| 4    | 海堀安喜 | 2019年7月9日  | 内閣府政策統括官（防災担当）   | 国土交通省へ出向                       |
| 5    | 眞鍋純   | 2020年8月1日  | 国土交通省大臣官房付           | 国土交通省へ出向                       |
| 6    | 青木由行 | 2021年7月1日  | 国土交通省不動産・建設経済局長 | 国土交通省へ出向                       |
| 7    | 淡野博久 | 2022年7月1日  | 国土交通省住宅局長             | 国土交通省へ出向                       |
| 8    | 市川篤志 | 2023年7月4日  | 国土交通省大臣官房付           | 国土交通省大臣官房付・即日辞職         |
| 9    | 石坂聡   | 2024年7月1日  | 国土交通省住宅局長             | 国土交通省大臣官房付・即日辞職         |
| 10   | 高橋謙司 | 2025年7月1日  | 内閣府政策統括官（防災担当）   |                                        |

## 所管法人・財政・職員
内閣府の該当の項を参照